# Людвище (Тернопольская область)
Людвище (укр. Людвище) — село в Шумской городской общине Кременецкого района Тернопольской области Украины.
До 2020 года входило в Шумский район.
Население по переписи 2001 года составляло 829 человек. Почтовый индекс — 47130. Телефонный код — 3558.